# الأتوبيس الجامح
الأوتوبيس الجامح هي رواية للكاتب الأمريكي جون شتاينبك(John Steinbeck)الحائز على جائزة نوبل في الأدب عام 1962،صدرت له باللغة الإنجليزية تحت عنوان The Wayward Bus، وترجمها إلى العربية عبد الحميد فهمي الجمال، وصدرت عن دار الهلال بالقاهرة سنة 1989، تحكي الرواية عن رحلة مجموعة من الأشخاص على متن حافلة في الريف الأمريكي، حيث تتداخل قصصهم وشخصياتهم في إطار تأملي يعكس تناقضات المجتمع الأمريكي.

## نبذة
كتب جون شتاينبك الرواية بعد النجاح الساحق لروايته عناقيد الغضب (1939) وحصوله على جائزة بوليتزر. وقد أراد من خلالها الانتقال من الدراما الكبرى إلى تناول تفاصيل الحياة اليومية لشخصيات عادية، مستخدمًا بيئة مغلقة ومحطة ريفية كنقطة التقاء لعدد من المسافرين

## ملخص الأحداث
تجري أحداث الحافلة الضالة في موقع يُعرف باسم "زاوية المتمرد" (Rebel Corners)، وهو تقاطع طرق خفي في ريف كاليفورنيا على مسافة 42 ميلاً جنوب بلدة يُشار إليها باسم سان إيسيدرو، ويتصل عبر طريق ثانوي بطريق ساحلي يربط بين سان فرانسيسكو ولوس أنجلوس.
يُدير هذا المكان خوان شيكوي (رجل نصف مكسيكي ونصف إيرلندي) وزوجته أليس، ويشمل متجرًا صغيرًا ومقهى ومحطة وقود يقدمون الطعام والقهوة والحلوى للمسافرين. ويعمل خوان سائقًا لحافلة تُلقّب بـ Sweetheart، تربط بين زاوية المتمرد وبلدة خيالية تُسمى سان خوان دي لا كروز، وهي بلدة لا تصل إليها حافلات شركة غرايهاوند مباشرة
تضم الرواية مجموعة متنوعة من الشخصيات، من المراهقين المضطربين والنساء العاملات إلى رجال الأعمال والباعة المتجولين، بالإضافة إلى امرأة تُدعى كاميـل، تعمل كفتاة استعراض في حفلات خاصة. وخلال الرحلة، تتصاعد التوترات النفسية والجنسية بين الركاب، وتتكشف تعقيدات العلاقات الإنسانية من خلال تفاعلاتهم داخل الحافلة

## الشخصيات الرئيسية
تضم رواية الأوتوبيس الجامح مجموعة من الشخصيات المتنوعة والمعقدة التي تمثل مختلف جوانب الطبيعة الإنسانية. من بين هؤلاء، خوان شيكوي، سائق الحافلة الذي يجسد شخصية الرجل المنعزل والمسؤول. زوجته أليس، التي تعاني من الضغوط العصبية وتحاول مواجهة حياتها بطرق مختلفة. هناك المراهقان كيت "بمبلز" كارسن وميلدريد بريتشارد، اللذان يعكسان صراعات الشباب والتوترات الجنسية. نورما، النادلة الطموحة التي تحلم بالشهرة في هوليوود، وكاميـل، فتاة الاستعراض التي تمتلك جاذبية قوية على الرجال، تمثلان جانب الرغبة والطموح. أما إليوت بريتشارد، رجل الأعمال، فيمثل الطموحات المادية والازدواجية الاجتماعية. أخيرًا، فان برونت العجوز المريض، الذي يرمز إلى نهاية الحياة والهشاشة

## التيمات الرئيسية
1. الطبقية وعدم المساواة الاجتماعية: تتجلى بوضوح من خلال الشخصيات التي تنتمي إلى طبقات اجتماعية متباينة، وتظهر التوترات والازدواجية بين الأغنياء مثل أليس وتجار الأدوات مثل خوان، وموضوعة الصراع بين الفقر والامتياز في تكوين سردي قوي[7]
2. الاغتراب: يظهر من خلال شعور الشخصيات بالوحدة حتى أثناء تواجدهم معًا، ويبرز الشعور بالفصل عن الذات والمجتمع نتيجة ظروف نفسية ومجتمعية متنوع[8]
3. بحث الشخصيات عن الهوية: تتراوح أطوار الشخصيات بين الشعور بالاحتجاز والرغبة في الهروب أو إعادة تعريف الذات، حيث تصبح الحافلة رمزًا لرحلة بحث رمزية عن الحرية أو المعنى في حياة الراويين[9]
4. الطبيعة البشرية:يستكشف هذا العمل الأدبي طبيعة النفس البشرية من خلال تفاعل الشخصيات وصراعاتها، ومن خلال هذه الصراعات والتوترات، تطرح الرواية أسئلة عميقة حول طبيعة السلوك البشري والطرق التي يُشكَّل بها الإنسان من خلال تجاربه وظروفه. وعلى العموم يوحي هذا العمل الأدبي بأن الإنسانية ظاهرة معقّدة ومتعددة الأوجه، قادرة على الخير العظيم والشر العميق، وتخضع دائمًا للتحوّل والتغيّر عبر الزمن[9]

## الاستقبال النقدي
اختلف تلقي النقاد لرواية الأوتوبيس الجامح بين تقديرٍٍ لغنى البناء والسرد الإنساني، وانتقادٍ لضعف الحبكة وضعف تأثير الشخصيات بشكل عام،
من هذا المنظور، يرى لويس أوينز، في كتابه John Steinbeck’s Re‑Vision of America (1985)، أن الرواية تُعبّر عن "فشل الحلم الأمريكي" عبر تقديم رؤية واقعية – بديلاً عن الأسطورة الساحرة بـ"أرض كنعان" – تجمع بين الإنسان وبيئته، ما يجعلها عملًا يتجاوز الطابع الرمزيّ السطحي إلى تأمل وجودي عميق في الطبيعة البشرية
كما شارك Owens مع نقاد مثل Peter Lisca وHoward Levant في تقييم مستويات التغير الشخصي: فبينما يرى Lisca أن القصة تعالج "ليلة الظلام الروحية"، يؤكد Owens على أن نهاية الرواية تخلو من تحول حقيقي وأن ثبات الوضع هو جوهر الرسالة: "لم يتغير شيء، ومع ذلك سيزدهر العالم وينمو.
إلى جانب ذلك، يشير روبرت دي موت إلى أن شتاينبك، رغم كشفه لغريزة الإنسان وحدوده، لا ينزلق نحو السخرية اللاذعة كما في أعمال سويفت، بل يظهر تعاطفًا وإنسانية متوازنة عبر شخصياته، محددًا أن هذا التوازن هو ما يضفي على رواياته "روحًا رحيمة وفكاهية" تجعلها "واقعية إنسانية أكثر من كونها نقدًا عبثيًا" 
وفي هذا السياق، يؤكد لويس أوينز أن The Wayward Bus لا تقترن بتطور درامي واضح في الشخصيات، بل تعتمد على ثبات الحالة كجزء من رسالتها، رغم ثراء البناء وتماسك النص 